# Championnat d'Angleterre de football 1987-1988
Navigation
Édition précédente Édition suivante
Le Championnat d'Angleterre de football 1987-1988 est la 89e édition du championnat d'Angleterre de football. Elle est remportée par Liverpool FC dont c'est le dix-septième titre. Le club liverpuldien finit neuf points devant Manchester United et dix-sept points devant Nottingham Forest.
Aucun club anglais ne se qualifie pour les coupes européennes, ceux-ci étant bannis à la suite du drame du Heysel.
Le système de promotion/relégation est modifié : descente et montée automatique, sans matchs de barrage pour les trois derniers de première division et les deux premiers de deuxième division, poule de barrage pour le dix-huitième du championnat et les troisième à cinquième de la division 2. À la fin de la saison Chelsea FC, Portsmouth FC, Watford FC, Oxford United, sont relégués en deuxième division. Ils sont remplacés par Millwall FC, Aston Villa et Middlesbrough FC qui s'impose en poule de barrage.
L'attaquant irlandais John Aldridge, de Liverpool FC, termine meilleur buteur du championnat avec 26 réalisations.

## Classement
|    | Équipe              | J  | V  | N  | D  | BP | BC | Diff | Pts |
| -- | ------------------- | -- | -- | -- | -- | -- | -- | ---- | --- |
| 1  | Liverpool FC        | 40 | 26 | 12 | 2  | 87 | 24 | 63   | 90  |
| 2  | Manchester United   | 40 | 23 | 12 | 5  | 71 | 38 | 33   | 81  |
| 3  | Nottingham Forest   | 40 | 20 | 13 | 7  | 67 | 39 | 28   | 73  |
| 4  | Everton FC          | 40 | 19 | 13 | 8  | 53 | 27 | 26   | 70  |
| 5  | Queens Park Rangers | 40 | 19 | 10 | 11 | 48 | 38 | 10   | 67  |
| 6  | Arsenal FC          | 40 | 18 | 12 | 10 | 58 | 39 | 19   | 66  |
| 7  | Wimbledon FC        | 40 | 14 | 15 | 11 | 58 | 47 | 11   | 57  |
| 8  | Newcastle United    | 40 | 14 | 14 | 12 | 55 | 53 | 2    | 56  |
| 9  | Luton Town FC       | 40 | 14 | 11 | 15 | 57 | 58 | -1   | 53  |
| 10 | Coventry City       | 40 | 13 | 14 | 13 | 46 | 53 | -7   | 53  |
| 11 | Sheffield Wednesday | 40 | 15 | 8  | 17 | 52 | 66 | -14  | 53  |
| 12 | Southampton FC      | 40 | 12 | 14 | 14 | 49 | 53 | -4   | 50  |
| 13 | Tottenham Hotspur   | 40 | 12 | 11 | 17 | 38 | 48 | -10  | 47  |
| 14 | Norwich City        | 40 | 12 | 9  | 19 | 40 | 52 | -12  | 45  |
| 15 | Derby County        | 40 | 10 | 13 | 17 | 35 | 45 | -10  | 43  |
| 16 | West Ham United     | 40 | 9  | 15 | 16 | 40 | 52 | -12  | 42  |
| 17 | Charlton Athletic   | 40 | 9  | 15 | 16 | 38 | 52 | -14  | 42  |
| 18 | Chelsea FC          | 40 | 9  | 15 | 16 | 50 | 68 | -18  | 42  |
| 19 | Portsmouth FC       | 40 | 7  | 14 | 19 | 36 | 66 | -30  | 35  |
| 20 | Watford FC          | 40 | 7  | 11 | 22 | 27 | 51 | -24  | 32  |
| 21 | Oxford United       | 40 | 6  | 13 | 21 | 44 | 80 | -36  | 31  |

## Meilleur buteur
Avec 26 buts, John Aldridge qui évolue à Liverpool termine meilleur buteur du championnat.